# أدينفير
أدينفير (بالفرنسية: Adinfer)‏ هي بلدية فرنسية تقع في إقليم باد كاليه من منطقة نور با دو كاليه في شمال فرنسا. تبلغ مساحة هذه المدينة 6.19 (كم²)، وترتفع عن سطح البحر 130 م، ويبلغ عدد سكانها 230 نسمة حسب إحصاء المعهد الوطني للإحصاء والدراسات الاقتصادية سنة 2009م. وترأس J. Adinferues Labalette البلدية خلال فترة (2008-2014).